# Sandra Balsells
Sandra Balsells (Barcelona, 1966) és una fotoperiodista catalana.
Després d'haver-se llicenciat en Periodisme a Barcelona es va traslladar a Londres per tal d'estudiar un postgrau en Fotoperiodisme, i va ser allà on va iniciar la seva trajectòria com a fotògrafa autònoma. Les seves obres es caracteritzen per les contínues visites a la zona i per la perseverança.
El seu treball de fotoperiodista es focalitza a la zona dels Balcans, on, des de l'inici de la guerra l'any 1991 fins a l'any 2000, ha documentat el desmembrament de l'antiga Iugoslàvia per a diversos mitjans nacionals i internacionals. El seu treball va ser premiat l'any 2006 amb el Premi Ortega y Gasset. També ha realitzat nombrosos reportatges en països com Israel, Palestina, Mèxic, Romania, el Canadà, Cuba, Moçambic, Haití o Itàlia (Sicília). La seva experiència en conflictes bèl·lics li ha permès participar en una cinquantena d'exposicions individuals i col·lectives, i la seva obra forma part de diverses col·leccions privades i públiques. És autora del recull fotogràfic Balkan in memoriam (Blume, 2002), i coautora del llibre Montreal Metropole vue par 30 grands reporters (Aux Yeux du Monde, 2000). En els últims anys ha comissariat projectes expositius com Latidos de un mundo convulso (Lunwerg-Caja Madrid, 2007) i Desapareguts (CCCB, La Casa Encendida i MUSAC, 2011).